# Chisocheton schoddei
Chisocheton schoddei är en tvåhjärtbladig växtart som beskrevs av P.F. Stevens. Chisocheton schoddei ingår i släktet Chisocheton och familjen Meliaceae. Inga underarter finns listade i Catalogue of Life.